# Subfossiler Wald in Zürich

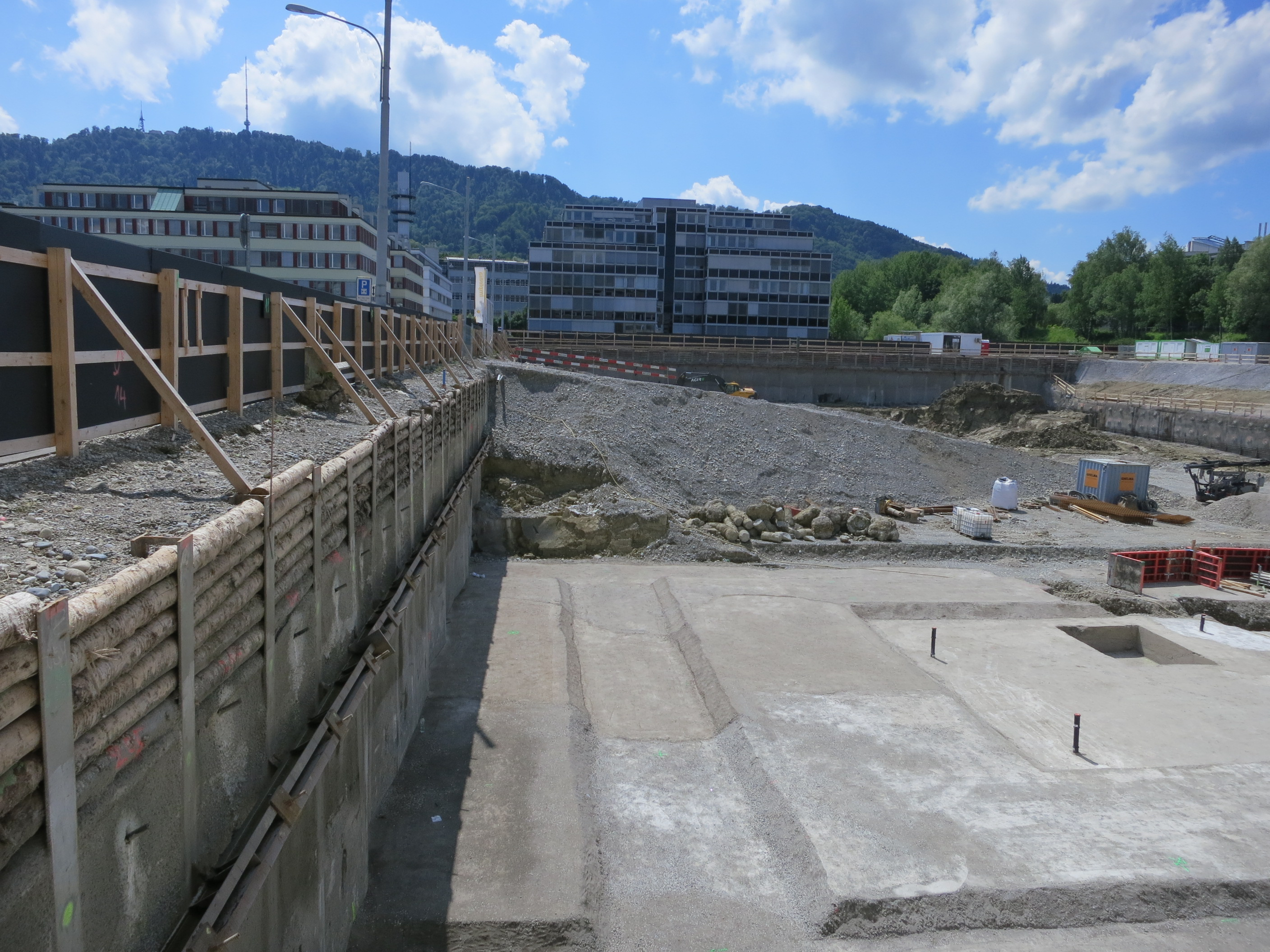
Baugrube mit Uetliberg

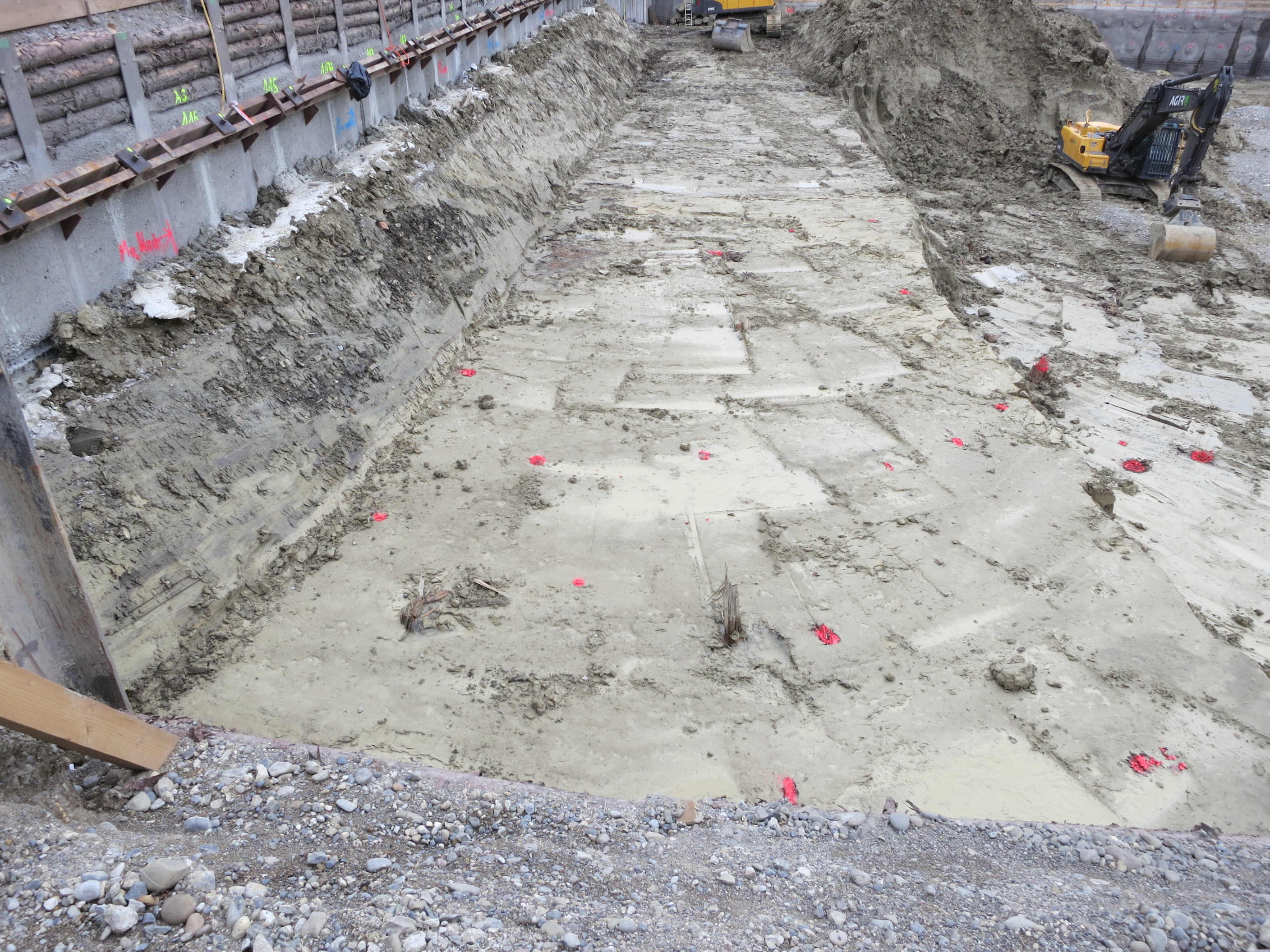
Baugrube an der Räffelstrasse 30 mit rot markierten Stammstümpfen

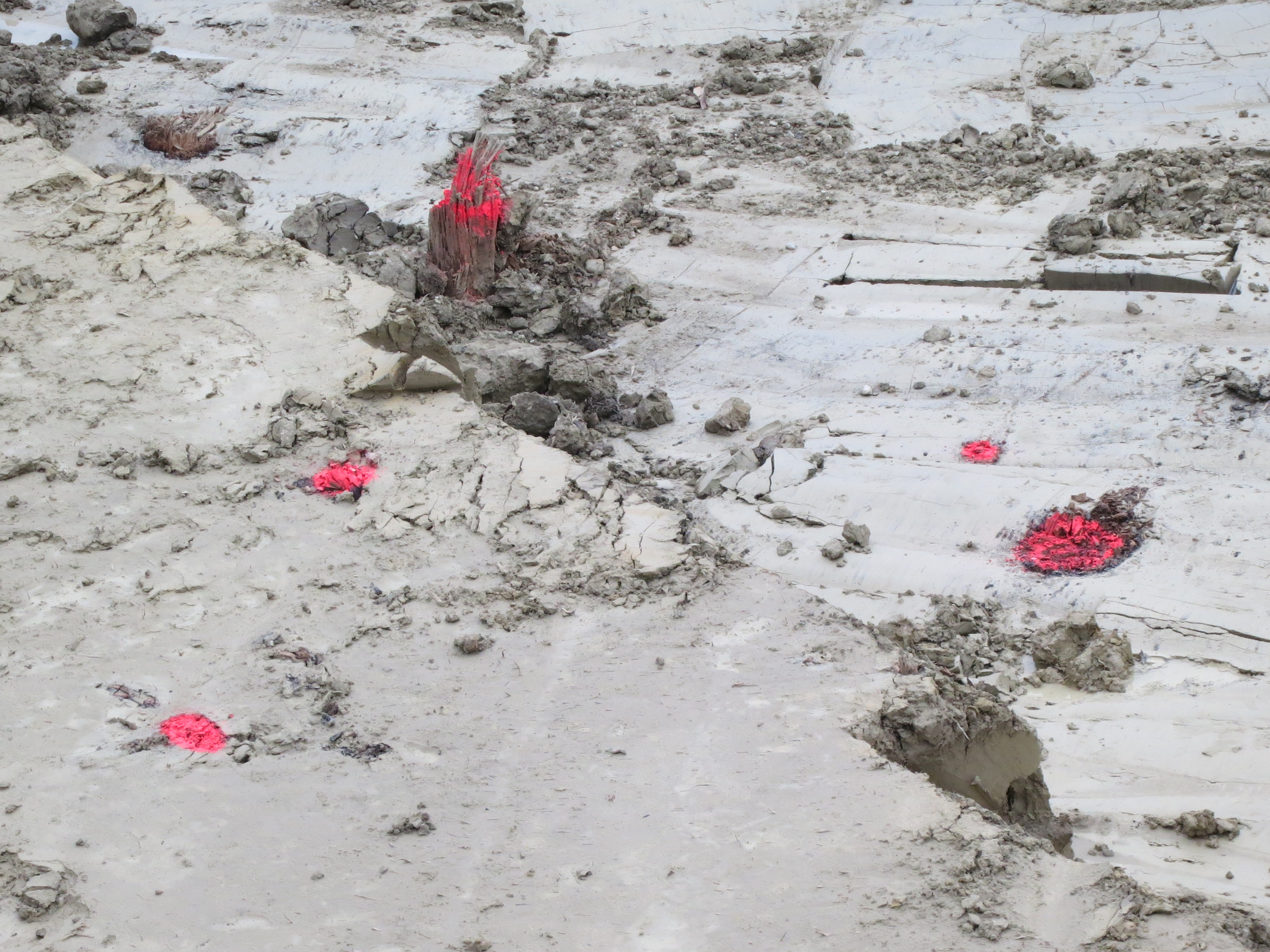
Lehmschichten in vier und sechs Meter Tiefe mit Stammstümpfen

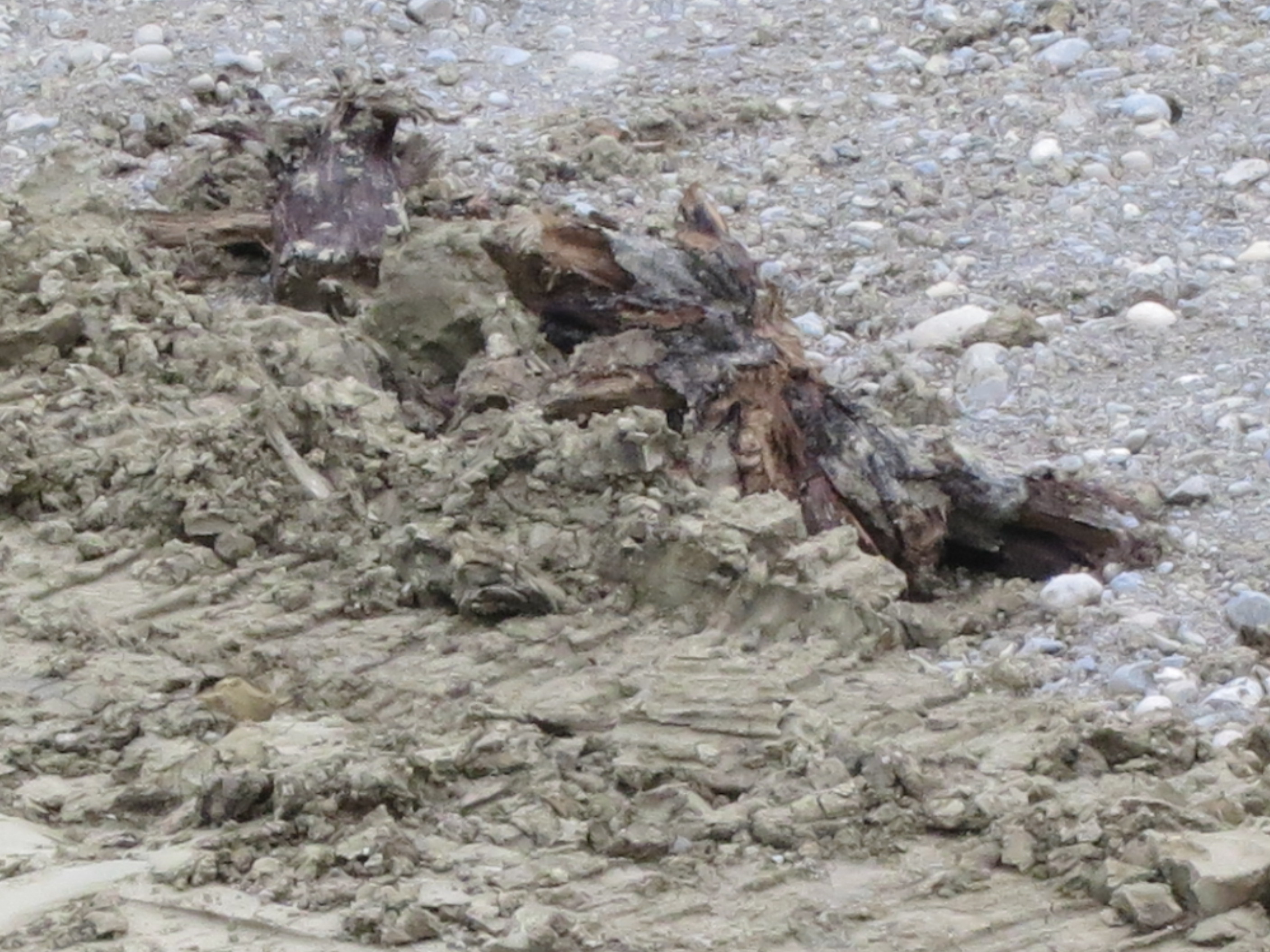
Ausgegrabene Baumstrünke mit Wurzelwerk

Als subfossiler Wald in Zürich wird der archäologische Fund eines vermutlich 14'000 Jahre alten Waldes bezeichnet, dessen Holzüberreste nicht oder nur teilweise versteinert sind. Er befand sich im heutigen Quartier Binz, der zum Stadtteil Wiedikon in Zürich gehört.

## Lage
Entdeckt wurden die Überreste des subfossilen Waldes bei Aushubarbeiten in vier bis sechs Metern Tiefe. Manche Stämme haben Spuren von Steinschlag und Feuer. Die Bäume waren an die 30 Meter hoch, als sie einsedimentiert wurden, und «standen aufrecht, mit den Wurzeln nach unten, als ob sie jederzeit wieder ausschlagen könnten». Vermutlich handelt es sich um die Überreste eines Kiefernwalds, der kurz nach der letzten Eiszeit unter widrigsten Umweltbedingungen entstand. Von dem vom Gletscher befreiten Uetliberg rieselte unentwegt Schlamm talwärts und deckte den Wald allmählich zu. Die Stämme vermoderten, aber Wurzelwerk und Stammstumpf wurden in der Lehmschicht luftdicht abgeschlossen und überdauerten unbeschadet bis heute.

## Entdeckung und Erforschung
Daniel Nievergelt, Dendrochronologe der Eidgenössischen Forschungsanstalt für Wald, Schnee und Landschaft (WSL), entdeckte zufällig beim Vorbeigehen am Rand einer lehmigen Baugrube im Quartier Binz im April 2013 einige von den Bauarbeitern zum Abtransport deponierte Baumstrünke samt Wurzelwerk, die er als Überreste von Kiefern identifizierte. Felix Kaiser, ein Arbeitskollege am WLS, hatte schon früher ähnliche Funde subfossiler Holzüberreste gemacht, so im Dättnauer Tal in Winterthur und rund um den Uetliberg im Auenlehm der Reppisch sowie 1999 beim Bau des Uetlibergtunnels. «Das sind die ersten nachgewiesenen Bäume, die nach der letzten Eiszeit aus dem Mittelmeerraum wieder bei uns eingewandert sind … solche Funde sind weltweit einzigartig», kommentierte Nievergelt. Die Forscher konnten mittlerweile rund 200 Stämme sicherstellen. Bis auf die Überreste vermutlich einer Birke handelt es sich ausnahmslos um Kiefern. Die Stämme mit seitlich auslaufenden, kräftigen Wurzeln haben einen Durchmesser von mehr als 30 Zentimetern und einige Hundert Jahrringe.
Mit Unterstützung der Bauleitung wurden die Baumstrünke zum Standort Birmensdorf der WSL transportiert, dem grössten Labor Europas für Dendrochronologie. Drei Holzproben aus der mehrere Meter dicken Lehmschicht wurden von der ETH Zürich mithilfe der Radiokarbonmethode datiert, was die Annahmen der WSL bestätigte: Das Holz hatte ein Alter zwischen 12'846 und 13'782 BP-Jahren. Die bisherigen Funde in Zürich bewegten sich in der Zeit von 12'700 BP bis 14'100 BP.
Qualität und Dimensionen des Fundes sind nach dem Kenntnisstand der beteiligten Forscher weltweit einmalig: Sie ergänzen die weltweite Sammlung von Umweltarchiven, die neue Erkenntnisse zum Klima nach der letzten Eiszeit beitragen, Veränderungen der Landschaft um Zürich dokumentieren und die genetischen Beziehungen der gefundenen Kiefern mit ihren heutigen Verwandten aufzeigen. «Die Strünke werden in der Fachwelt international für grosses Aufsehen sorgen und die Datengrundlage für zahlreiche interdisziplinäre Forschungsprojekte liefern. Zwar gebe es bereits einzelne ähnlich alte Holzfunde, doch nirgends lägen sie in einer so grossen Menge und so gut erhalten vor wie in der Binz.»
Zur weiteren Auswertung werden aus jedem verwertbaren Strunk drei Baumscheiben ausgesägt und Holz und Ringe analysiert. Erstes Ziel ist die Ergänzung der mitteleuropäischen Jahresringtabellen, die bislang absolut datierte Jahrringe bis zurück zum Jahr 12'594 BP enthalten. Durch Vergleich von Jahrringmustern wird nach Überlappungen gesucht, die für eine absolute Datierung erforderlich sind. Mit den Fundstücken aus Zürich-Wiedikon könnte eine Lücke in der bisherigen Chronologie geschlossen und die Datierung um rund 2000 Jahre erweitert werden. Die Daten seien von unschätzbarem wissenschaftlichem Wert und werden von der WSL über die International Tree-Ring Data Bank (ITRDB) zugänglich gemacht.
Der Eidgenössischen Forschungsanstalt für Wald, Schnee und Landschaft (WSL) in Birmensdorf ist es gelungen, die DNA der subfossilen Holzstücke zu isolieren. Sie gehören zur Art Pinus sylvestris. In der Binz wuchs demzufolge nach der letzten Eiszeit zuerst ein Waldföhrenwald.